# Chichén-Itzá
Chichén-Itzá är en ort i Mexiko.   Den ligger i kommunen Tinum och delstaten Yucatán, i den östra delen av landet, 1 100 km öster om huvudstaden Mexico City. Chichén-Itzá ligger 27 meter över havet och antalet invånare är 18 000.
Terrängen runt Chichén-Itzá är mycket platt. Runt Chichén-Itzá är det ganska glesbefolkat, med 29 invånare per kvadratkilometer. Chichén-Itzá är det största samhället i trakten. I omgivningarna runt Chichén-Itzá växer i huvudsak lövfällande lövskog.